# Theresa Knorr
Theresa Knorr, född Theresa Jimmie Francine Cross 12 mars 1946 i Sacramento, Kalifornien, USA, är en dömd mördare, känd för att ha misshandlat och mördat två av sina barn och använt de andra för att dölja gärningarna.
Hennes mor hette Swannie Gay Cross, och hennes far hade namnet Jim Cross.
Hon föddes i Sacramento i Kalifornien. Hon var den yngsta i familjen och var mycket tillgiven sin mor. När hennes mor dog år 1961, led hon av depression. Vid 16 års ålder gifte hon sig med Clifford Clyde Sanders. De fick en son tillsammans, vid namn Howard, men hennes make och hon slogs jämt och ständigt. Det hela tog slut när hon sköt ihjäl honom 1964 när de bodde i Galt, Kalifornien. Hon blev åtalad, men förklarades inte skyldig till brottet. Hon var då gravid och födde ett andra barn, en dotter, vid namn Sheila 1965.
År 1966 gifte hon sig med Robert Knorr, då hade hon varit gravid i sju månader med deras baby. Knorrs tredje barn blev en flicka och hette Suesan som föddes september 1966. Ett år senare fick hon ett till barn vid namn William. Hon fick ännu en son vid namn Robert 1968, två år senare fick hon en dotter som fick namnet Theresa, smeknamnet "Terry".
Hon tog ut sin ilska på sina äldsta döttrar och lärde sina söner att slå och disciplinera de andra. Hon mördade sin dotter Suesan genom att bränna henne levande. Den andra dottern Sheila låste hon in i ett rum, där hon var fången tills hon svalt ihjäl.
Theresa Knorr och hennes söner arresterades 1993 efter att hennes yngsta dotter Terry hade informerat polisen. Först nekade hon till allt, men när hon insåg att hennes söner bestämde sig för att vittna, erkände hon alla mord för att slippa avrättning. Hon blev dömd till två livstider i fängelse. Hon kommer att bli föremål för villkorlig dom tidigast år 2027.